# Octavo
Octavo, uma palavra latina que significa "oitavo" ou "pela oitava vez" (abreviado 8vo), é um termo técnico que descreve o formato de um livro, que se refere ao tamanho das folhas produzidas ao dobrar uma folha inteira de papel, na qual várias páginas de texto foram impressas para formar as seções individuais (ou conjuntos) de um livro. Um octavo é um livro ou um panfleto, de uma ou mais folhas (ex:. papel A2), em que 16 páginas de texto foram impressas, que foram, então, dobrada três vezes para produzir oito folhas. Cada folha de um livro em octavo representa, assim, um oitavo do tamanho da folha original. Outros formatos comuns de livros são o in-fólio e o quarto. O termo octavo também é usado como uma descrição geral do tamanho dos livros que têm cerca de 8 a 10 polegadas (200 a 250 milímetros) de altura (quase uma folha de tamanho A5), e, assim, não indica, necessariamente, o real formato de impressão dos livros, que podem até mesmo serem desconhecidos, como é o caso de muitos livros modernos. Estes termos são discutidos em maiores detalhes em tamanhos de livros.

## Formato
Um octavo é um livro ou um panfleto, de uma ou mais folhas de papel, na qual 16 páginas de texto foram impressas, que foi, então, dobrada três vezes para produzir oito folhas. Cada folha de um livro em octavo representa, assim, um oitavo do tamanho da folha original.
Existem muitas variações na forma como octavos foram produzidos. Por exemplo, bibliógrafos chamam um livro impresso como um octavo (oito folhas por folha inteira), mas unido pelos conjuntos de 4 folhas cada, de um "octavo em 4s".
O tamanho real de um livro em octavo depende do tamanho total da folha de papel em que foi impresso. O tamanho de tais folhas variava em diferentes localidades e épocas. Um octavo impresso na França ou na Itália, no século XVI, tem quase o tamanho de uma moderna brochura barata, enquanto que um octavo impresso na Inglaterra, no século XVIII, é maior, do tamanho de um moderno romance de capa dura.
A Bíblia de Gutenberg foi impressa como um in-fólio, por volta de 1455, em que quatro páginas de texto foram impressas em cada folha de papel, que foi, então, dobrada uma vez. Vários pares de folhas conjugados dobrados foram inseridos dentro de outro para produzir as seções ou conjuntos, que eram costurados para formar o livro final. 
O mais velho sobrevivente livro em octavo, aparentemente, é o chamado "calendário turco" para 1455, presumivelmente impresso no final de 1454, por volta do mesmo tempo que a Bíblia de Gutenberg. Vários outros octavos sobreviveram, a partir de cerca de 1461. O Catálogo de Títulos Curtos dos Incunábulos da Biblioteca Britânica atualmente lista cerca de 28 100 edições diferentes de livros, folhetos e panfletos (alguns só com fragmentos) sobreviventes, impressos antes de 1501, dos quais cerca de 2 850 são octavos, que representam 10% de todas as obras no catálogo.
A partir de 1501, Aldo Manúcio de Veneza começou a imprimir obras clássicas em pequenos octavos, que eram facilmente portáteis. Essas edições continham apenas o texto das obras, sem comentário e notas, e se tornaram muito populares entre leitores cultos. Como resultado, Aldo tornou-se intimamente associado com o formato octavo.

## Tamanho
A partir de meados do século XIX, a tecnologia permitiu a manufatura de grandes folhas ou rolos de papel, em que os livros eram impressos em muitas páginas de texto por vez. Como resultado, pode ser impossível determinar o formato real (por exemplo, o número de folhas formadas a partir de cada folha na imprensa). O termo "octavo" aplicado a esses livros pode referir-se simplesmente ao tamanho do livro. O uso do termo "octavo" aplicado a esses livros refere-se a livros que têm normalmente entre 8 e 10 polegadas (200 e 250 milímetros) de altura, o tamanho mais comum para os modernos livros de capa dura. Tamanhos mais específicos são indicados por referência a determinados tamanhos de papel da seguinte forma:
- Octavo almaço (6¾" por 4¼") (170 mm x 108 mm)
- Octavo coroa (7½" 5") (190 mm x 126 mm)
- Octavo demy (8¾" por 5⅝") (221 mm x 142 mm)
- Octavo globo (? por ?)
- Octavo royal (10" por 6¼") (253 mm x 158 mm)